# Ormosia cornutoides
Ormosia cornutoides är en tvåvingeart som beskrevs av Alexander 1940. Ormosia cornutoides ingår i släktet Ormosia och familjen småharkrankar.
Artens utbredningsområde är Nordkorea. Inga underarter finns listade i Catalogue of Life.